# Igor Pisarev
Igor Pisarev (Pskov, Pskov, 19 de fevereiro de 1931 — ?, ? de 2001) foi um canoísta  russo especialista em provas de velocidade.

## Carreira
Foi vencedor da medalha de prata em K-1 1000 m em Melbourne 1956.